# مودری
مودری (به لاتین: Müdri) یک منطقه مسکونی در جمهوری آذربایجان است که در شهرستان اسماعیل‌لی واقع شده‌است. مودری ۲۲۰ نفر جمعیت دارد.